# James Nachtwey
James Nachtwey (Syracuse, 14 maart 1948) is een invloedrijk Amerikaans fotojournalist.

## Leven en werk
Nachtwey groeide op in Massachusetts en deed eindexamen aan Leominster High School. Hij studeerde kunstgeschiedenis en politieke wetenschappen aan Dartmouth College. Daar was hij ook lid van Casque and Gauntlet en het rugbyteam. Geïnspireerd door beelden van de Vietnamoorlog en de fotografen van de Amerikaanse burgerrechtenbeweging leerde hij zichzelf fotograferen. Na zijn afstuderen had hij een aantal verschillende baantjes. Hij werkte onder andere als vrachtwagenchauffeur en op koopvaardijschepen. In deze periode ontstond zijn passie voor fotografie. In deze verschillende werkomgevingen verwierf Nachtwey vaardigheden die later van pas zouden komen, toen hij over de wereld rondtrok op zoek naar nieuws.

### Fotografie
Nachtwey begon zijn carrière als fotograaf in 1976 bij een klein dagblad in New Mexico. In 1980 verhuisde hij naar New York en begon als freelance fotograaf te werken. Zijn eerste buitenlandse opdracht voerde hem in 1981 naar Ierland.
Nachtwey heeft een groot aantal gewapende conflicten en sociale onderwerpen gedocumenteerd. Hij bracht veel tijd door in Zuid-Afrika, Latijns-Amerika, het Midden-Oosten, Rusland, Oost-Europa en de voormalige Sovjet-Unie. Nachtwey maakte foto's van oorlogen, conflicten en hongersnood en beelden van sociaal-politieke onderwerpen zoals vervuiling, criminaliteit en gevangenissen in West-Europa en de Verenigde Staten.
Nachtwey heeft zijn werk doorgaans in oorlogsomstandigheden met gevaar voor eigen leven uitgevoerd. In 1994 maakte hij een reportage over de aanstaande verkiezingen in Zuid-Afrika, de eerste na de periode van apartheid. Hij was ter plekke toen de fotograaf Ken Oosterbroek werd gedood en Greg Marinovich zwaargewond raakte.
Tijdens het maken van een reportage over de tweede oorlog in Irak raakte Nachtwey gewond toen een handgranaat werd gegooid in het militaire voertuig waarin hij meereed. Zijn collega wist de granaat te pakken, maar deze explodeerde bij het wegwerpen. Nachtwey's collega verloor daarbij een hand. Nachtwey maakte nog verscheidene foto's van de hospik die de gewonden hulp verleende voordat hij zelf het bewustzijn verloor.
Nachtwey herstelde voldoende om de gevolgen van de tsunami van 26 december 2004 in Zuidoost-Azië vast te leggen.
Nachtwey heeft sinds 1984 een contract bij Time. Ook voor de Amerikaanse vertakking van het Duitse weekblad Stern in New York leverde hij talrijke (oorlogs)beelden. Hij werkte voor Black Star van 1980 tot 1985. In de periode 1986 tot 2001 was hij lid van Magnum. In 2001 was hij medeoprichter van VII Photo Agency.

## Prijzen, onderscheidingen en films
Het werk van Nachtwey is tentoongesteld in Europa en de Verenigde Staten. Het is bekroond met een groot aantal prijzen en onderscheidingen, waaronder de prestigieuze World Press Photo in 1994.
In 2001 kwam een documentaire over Nachtwey uit met de titel War Photographer. Deze film werd geregisseerd door Christian Frei en ontving veel onderscheidingen, waaronder een Academy Award-nominatie voor beste documentaire.
In 2006 won Nachtwey de Heinz Foundation Achievement Award voor zijn werk.